# Fanny de Beauharnais
Fanny de Beauharnais, geboren als Marie-Anne-Françoise Mouchard (Parijs, 4 oktober 1737 – aldaar, 2 juli 1813) was een Franse intellectueel en salonnière. Ze had een van de belangrijkste salons van Frankrijk voorafgaand aan de Franse Revolutie.

## Biografie
Fanny de Beauharnais werd op 4 oktober 1737 geboren in Parijs als de dochter van François-Abraham-Marie Mouchard en Anne-Louise Lazure. Een dag na haar geboorte werd ze gedoopt in de Église Saint-Eustache. Ze huwde met graaf Claude de Beauharnais en ze kreeg een zoon, Claude. Via hem werd Fanny de grootmoeder van Stéphanie de Beauharnais. In totaal kreeg ze vier kinderen en in de periode na hun geboorte woonde ze in het huis van haar vader aan de Rue Montmartre in Parijs. Op deze plek begon Beauharnais met haar salon, waar ze onder meer Claude Joseph Dorat ontving.
Bij de doop van haar verre nichtje Hortense de Beauharnais in 1783 waren Fanny en Claude de Beauharnais aanwezig. Een jaar later overleed Claude en verkreeg ze van de kroon een weduwenpensioen. Ze vestigde zich aan de Rue de Touron en zette daar haar salon voort. Daar ontving ze mannen van de letteren al Nicolas-Edme Rétif, maar ook revolutionairen als Anacharsis Cloots en diverse edelen.
Het is onduidelijk of Beauharnais tijdens de Franse Revolutie gevangen heeft gezeten. In oktober 1789 verliet ze samen met Michel de Cubières Frankrijk voor een tijdje voor een reis naar Italië. Ze verbleven een paar maanden in Rome voor ze in de zomer van 1790 in Frankrijk terugkeerde. Beauharnais keerde pas in 1791 terug in Parijs. In de periode daarvoor verbleef ze in Lyon.
Pas in 1793 sloot ze zich aan bij de zaak van Franse Revolutie. In deze periode hield ze nog steeds een salon in Parijs. In de laatste jaren van de Franse Revolutie was ze financieel geruïneerd. Tijdens de regering van Napoleon Bonaparte was hij haar held, maar haar banden met het hof waren dun. Tot aan haar dood leefde ze in het Hôtel d'Avrincourt aan de Rue Saint-Dominique.

## Geselecteerde bibliografie
- Mélanges de poésies fugitives et de prose sans conséquence (1772)
- Lettres de Stéphanie(1773)
- l’Abailard supposé (1780)
- l’Île de la Félicité (1801)
- le Voyage de Zizi et d’Azor (1811)

- Biblioteca Nacional de España: XX1609709
- Bibliothèque nationale de France: cb119878817 (data)
- CiNii: DA18029680
- Gemeinsame Normdatei: 124619061
- International Standard Name Identifier: 0000 0000 6631 5647
- Library of Congress Control Number: n82234106
- Nederlandse Thesaurus van Auteursnamen: 070607826
- Réseau des bibliothèques de Suisse occidentale: 02-A002981377
- SNAC: w6t74hvm
- Système universitaire de documentation: 067053092
- Virtual International Authority File: 66475912
- WorldCat: E39PBJjXmWXHTTRVwqR66CW7HC